# Краку Алмаж
Краку Алмаж (рум. Cracu Almăj) је насеље у општини Сикевица, округ Караш-Северен у Румунији. Налази се на надморској висини од 341 м.

## Становништво
Према подацима из 2002. године у насељу је живело 24 становника, од којих су сви румунске националности.